# Aporophyla chioleuca sammuti
Aporophyla chioleuca sammuti é uma subespécie de insetos lepidópteros, mais especificamente de traças, pertencente à família Noctuidae.
A autoridade científica da subespécie é Fibiger, Yela, Zilli & Ronkay, tendo sido descrita no ano de 2010.
Trata-se de uma subespécie presente no território português.